# John Hill (Politiker, 1800)
John Hill (* 18. Juli 1800 in New Canton, Buckingham County, Virginia; † 19. April 1880 in Buckingham Court House, Virginia) war ein US-amerikanischer Politiker. Zwischen 1839 und 1841 vertrat er den Bundesstaat Virginia im US-Repräsentantenhaus.

## Werdegang
John Hill war ein Cousin des Kongressabgeordneten John T. Harris (1823–1899). Er besuchte die öffentlichen Schulen seiner Heimat und studierte danach bis 1818 an der Washington Academy, aus der später die Washington and Lee University hervorging. Nach einem anschließenden Jurastudium und seiner 1821 erfolgten Zulassung als Rechtsanwalt begann er in diesem Beruf zu arbeiten. Politisch schloss er sich später der in den 1830er Jahren gegründeten Whig Party an.
Bei den Kongresswahlen des Jahres 1838 wurde Hill im neunten Wahlbezirk von Virginia in das US-Repräsentantenhaus in Washington, D.C. gewählt, wo er am 4. März 1839 die Nachfolge von Joseph Johnson antrat. Da er im Jahr 1840 nicht bestätigt wurde, konnte er bis zum 3. März 1841 nur eine Legislaturperiode im Kongress absolvieren. Nach dem Ende seiner Zeit im US-Repräsentantenhaus praktizierte Hill wieder als Anwalt. In den Jahren 1850 und 1851 war er Delegierter auf einer Versammlung zur Überarbeitung der Verfassung von Virginia. Danach amtierte er für einige Jahre als Staatsanwalt. Zwischen 1870 und 1879 war er Richter im Buckingham County.